# Rivière du Nord (rivière Ouareau)
Pour les articles homonymes, voir Rivière du Nord.
La rivière du Nord est un affluent de la rivière Ouareau, coulant sur la rive nord du fleuve Saint-Laurent, entièrement dans la municipalité de Chertsey, dans la municipalité régionale de comté (MRC) de Matawinie, dans la région administrative des Laurentides, au Québec, au Canada.
Le cours de la rivière du Nord traverse les lacs Cuvette, Johnson et Dupuis. Cette rivière coule vers le sud dans une petite vallée forestière.

## Géographie
La rivière du Nord prend sa source à l'embouchure du lac du Pin Rouge (longueur : 0,8 km ; altitude : 409 m). Ce lac chevauche la limite intermunicipale entre Saint-Côme et la partie nord de Chertsey.
L'embouchure de ce lac est situé au sud du lac, soit à 8,9 km au sud-est du centre du village de Saint-Côme, à 16,7 km au nord du centre du village de Chertsey et à 7,4 km à l'ouest de la confluence de la rivière du Nord.
À partir de l'embouchure du Lac du Pin Rouge, la rivière du Nord coule sur 6,5 km, selon les segments suivants : 
- 1,1 km vers le sud-ouest dans Chertsey en traversant le lac Cuvette jusqu’à la décharge (venant du nord-ouest) des lacs Ambroise et Banane ;
- 2,5 km vers le sud, en traversant le lac Johnson (altitude : 384 m), jusqu’à la décharge du lac Paul (venant du nord-est) ;
- 2,9 km vers le sud, jusqu'à la confluence de la rivière[2].

La rivière du Nord se déverse sur la rive nord-est de la rivière Ouareau laquelle descend vers le sud-est jusqu'à la rive nord de la rivière L'Assomption. Cette confluence est située à :
- 4,0 km au sud-est de la limite de Saint-Côme ;
- 3,1 km au sud-est de la limite de Notre-Dame-de-la-Merci ;
- 13,2 km au nord de Chertsey.

## Toponymie
Le toponyme rivière du Nord a été officialisé le 18 juillet 1973 à la Commission de toponymie du Québec.